# Pauravas
Pauravas o Paurava fu un'antica dinastia indiana che governava un territorio lungo la valle dell'Indo, nell'odierno Pakistan. Di questa dinastia faceva parte il re Poro, nemico di Alessandro Magno durante la sua campagna indiana.

## I Paurava

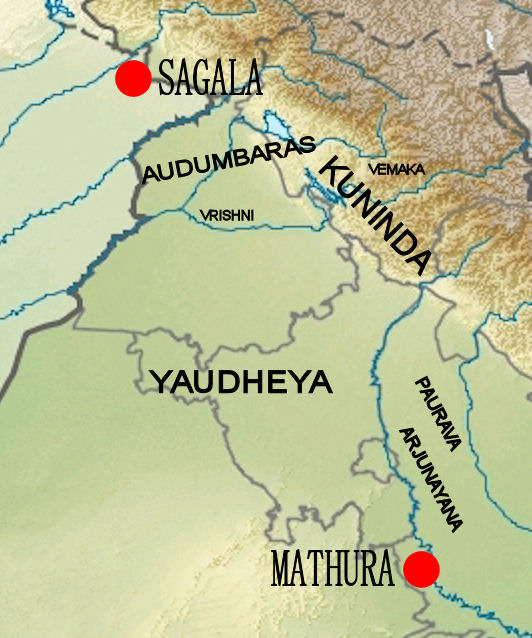
Posizione dei Paurava rispetto ad altre tribù

Le origini dei Paurava sono ancora controverse. I Paurava potrebbero essere stati imparentati con la tribù Puru, a causa dell'assonanza dei nomi. Tuttavia, i Paurava a cui si fa riferimento nella letteratura indiana sono un regno molto più antico e geograficamente di una regione diversa.  Al tempo dell'invasione di Alessandro Magno, i Paurava erano apparentemente situati sul o vicino al fiume Jhelum, con un territorio che si estendeva fino al fiume Chenab, che divenne il limite orientale dell'Impero macedone.
Il fiume Indo fu incorporato nell'impero achemenide da Ciro il Grande nel 535 a.C. Nel 518 a.C. Dario il Grande invase il Punjab e conquistò la regione del fiume Jhelum, denominandola satrapia Hindush. I registri suggeriscono che l'Indo rimase sotto il controllo achemenide almeno fino al 338 a.C., ovvero meno di dieci anni prima delle campagne di Alessandro. I Paurava sarebbero stati dunque da poco indipendenti al momento del confronto del re Poro con Alessandro. L'estensione dei territori achemenidi è descritta anche da Strabone nella sua "Geografia" (Libro XV), che descrive i possedimenti persiani lungo l'Indo:
"La posizione geografica delle tribù è la seguente: lungo l'Indo si trovano i Paropamisadae, sopra i quali si trova il monte Paropamisus: poi, verso sud, gli Arachoti: poi, verso sud, i Gedroseni, con le altre tribù che occupano la costa; e l'Indo giace, latitudinalmente, accanto a tutti questi luoghi; e di questi luoghi, in parte, alcuni che si trovano lungo l'Indo sono tenuti da indiani, sebbene appartenessero un tempo ai Persiani. — "La Geografia di Strabone, Libro XV, Capitolo 2, 9
Alessandro morì sulla via del ritorno dall'India. L'instabilità che seguì dopo la morte di Alessandro provocò una lotta per il potere e una forte instabilità politica. Porus fu presto assassinato dal generale macedone Eudemo. Nel 316 a.C. la regione occupata dai macedoni fu conquistata da Chandragupta Maurya. Dopo aver vinto la guerra seleucide-maurya per la supremazia sulla valle dell'Indo, Chandragupta ottenne il controllo dell'odierno Punjab e Afghanistan. Questo portò alla fondazione dell'Impero Maurya, che sarebbe diventato il più grande impero del subcontinente indiano.
Sembra che i Paurava siano stati annessi allo stato di Yaudheya. Dopo la disintegrazione dell'Impero Maurya, emersero molte entità regionali. Le lastre di rame di Taleshwar, rinvenute ad Almora, affermano che i sovrani del Regno di Brahmapura appartenevano alla stirpe reale dei Paurava. La ripristinata dinastia Paurava di Brahmapur fu fondata da Vishnuverman e fiorì nel VII secolo d.C.. Si dice che questi re avessero abitudini e pratiche brahminiche.